# Jaume Josep Cassanyes
Jaume Josep Cassanyes (Canet de Rosselló, 11 de setembre del 1758 - Canet de Rosselló, 22 d'abril del 1843) fou un polític francès. Va ser diputat a la Convenció Nacional i al Consell dels Cinc-Cents.
En un principi, Cassanyes havia començat a estudiar per capellà, però canvià ràpidament i deixà el seminari per a estudiar les belles lletres al col·legi de Sant Llorenç a Perpinyà. Després s'inscrigué a divuit anys a la Universitat de Perpinyà on estudià filosofia durant un any. Abandonà definitivament la idea d'una carrera eclesiàstica i es va inscriure a medicina, on obtingué el grau de cirurgià. Tornà a Canet, on va ajudar el seu pare en la professió de cirurgià, a més d'exercir també d'agricultor i comerciant. Mantingué sempre una vida modesta.
En esclatar la Revolució Francesa, Cassanyes fou elegit batlle de Canet, com també fou membre del districte i del directori de Perpinyà. El 4 de setembre del 1792, fou elegit diputat a la Convenció Nacional i, durant el procés contra Lluís XVI va votar a favor de l'execució del rei.
Arran de l'entrada de les tropes espanyoles del general Ricardos a la Catalunya del Nord durant la Guerra Gran, per decret del 6 de juliol del 1793 Danton envià Cassanyes en missió com a representant del poble a l'Exèrcit dels Pirineus Orientals, en el qual tingué un paper destacat en la victòria francesa de Parestortes (1793) i en la presa de Puigcerdà; arran de la col·laboració del poble de Sant Llorenç de Cerdans (Vallespir) amb els espanyols, Cassanyes va proposar a la Convenció Nacional destruir la vila, expulsar-ne els habitants i establir-hi una colònia de lleials sans-culottes.
Un cop expulsades les tropes de Ricardos, Cassanyes tornà a París; durant la reacció termidoriana va votar a favor de la destitució de Robespierre, cosa que li va permetre continuar la seva carrera política, i, després, se n'anà en missió al front dels Alps, on les tropes de la República també lluitaven contra les potències de l'Europa absolutista. Després d'haver estat diputat al Consell dels Cinc-Cents en temps del Directori, on no tingué una actuació gaire destacada, se'n tornà a Canet, on va menar una vida tranquil·la com a jutge de pau de Perpinyà i com a conseller d’arrondissement; el 1813, sota l'Imperi de Napoleó fou elegit de nou batlle de Canet.
La monarquia restaurada de Lluís XVIII va declarar proscrits els regicides; per això, el 1816, Cassanyes fou expulsat de França; durant el seu exili, va viure, primer, a Suïssa, i, després, a l'Escala (Alt Empordà), on va dedicar-se a fer de cirurgià-barber. No va poder tornar a França fins al 1830, quan, arran del triomf de la Revolució de Juliol, Carles X abdicà i s'entronitzà Lluís Felip d'Orleans. A Canet, va poder trobar-se amb el seu fill, de nom també Josep, acabat d'elegir batlle de la vila. Aleshores, Cassanyes va viure una vellesa retirada fins a la seva mort, esdevinguda el 22 d'abril del 1843. Les seves Mémoires foren publicades el 1888-1890.

## Mandats
Alcalde de Canet
- 1790 - 1792
- febrer 1813 - 28 d'octubre 1814

Diputat
- 1792 - 1795 : diputat a la Convenció Nacional
- 1795 - 1797 : diputat al Consell dels Cinc-Cents

Administrador
- 21 de juliol 1799 - 11 d'abril 1800: President de l'Administració Central dels Pirineus Orientals.